# Morcilla
La morcilla, mbusia, morcillona, rellena, moronga, prieta o relleno, es un embutido a base de sangre cocida, generalmente de cerdo. Suele mezclarse con grasa de cerdo, cebolla y diferentes especias, además, contiene algún otro ingrediente no cárnico cómo el poleo
Es un alimento que se elabora en muchos países y del que existen muchas variedades. Su elaboración ha estado desde siempre unida a la matanza del cerdo, rara vez a otros animales como la vaca o el caballo.

## Historia

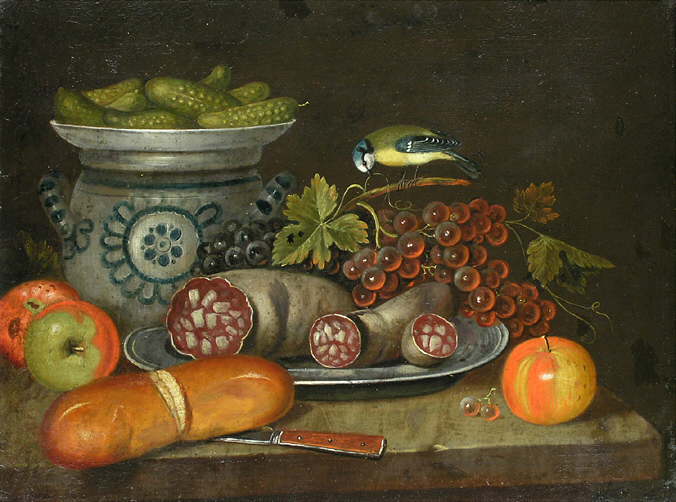
Bodegón del en el que aparecen unas morcillas

Una versión poco verosímil sitúa el origen de la morcilla en la antigua Grecia, según un relato que aparece en la Odisea de Homero. En realidad en él se alude a una mezcla de grasa y sangre calentada en un recipiente hecho de la piel de una  cabra.
La primera descripción escrita de este tipo de embutido en la cocina española proviene de Rupert de Nola en su traducción castellana —Toledo 1525—.

## Europa

### Alemania y Austria

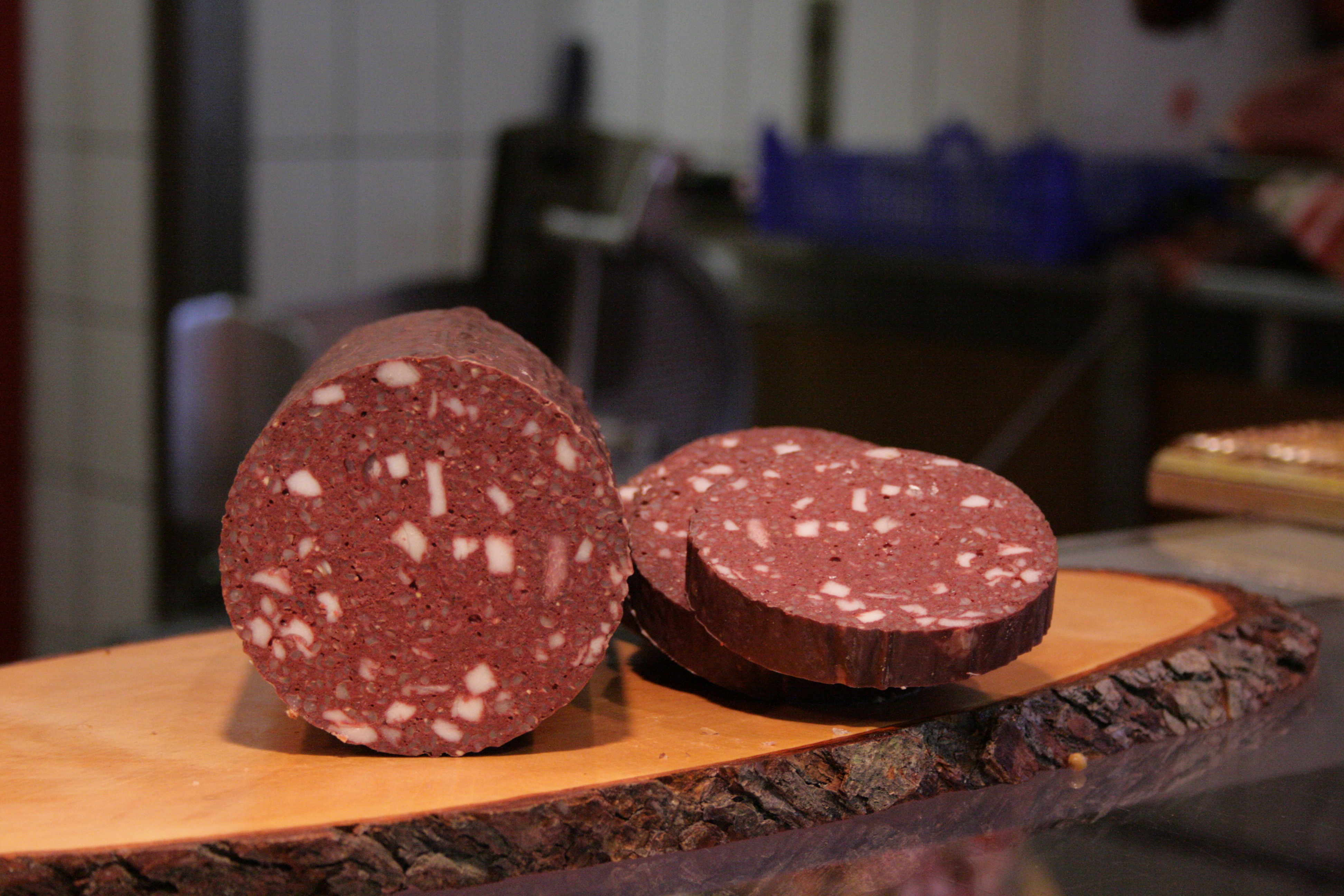
Wurstebrot de Alemania.

En la cocina alemana aparece la morcilla frecuentemente, se denomina blutwurst (salchicha/embutido de sangre), aunque de forma similar rotwurst, schwarzwurst, topfwurst o blunzen (austriaco). Las morcillas alemanas suelen tener por regla general pequeños trozos de grasa en pequeños dados repartidos a lo largo de todo el embutido, y al corte presentan un color característico. Suelen estar especiadas.
- Flönz - Es un nombre genérico que se le da a la morcilla de Renania, se denominada también morcilla de Colonia, e incluso de forma jocosa Kölsche kaviar ("caviar de Colonia").

- Möppkenbrot - Se trata de una especialidad de la cocina de Westfalia que suele llevar pan Pumpernickel.

También existen morcillas con diferentes cereales en su interior:
- Grützwurst
- Wurstebrot - Se trata de un embutido de gran calibre elaborado con sangre de cerdo, centeno y tocino. Suele comerse frito en la sartén.
- Beutelwurst - Es una morcilla de aspecto seco en su interior que contiene harina.

En Austria, es parte de un plato llamado Blunzngröstl. Consiste en papas y morcillas salteadas.

### España
Existen diversas morcillas en la cocina española, la mayoría de ellas tradicionalmente formaron parte de la alimentación básica de las clases humildes. Por regla general son producto de la tradición familiar de la matanza del cerdo. Hoy en día son servidas en tapas o en bocadillos.
Su principal ingrediente es sangre de cerdo, acompañada de diversos ingredientes como la cebolla, el arroz y la manteca de cerdo. Dependiendo de la zona, existen variedades de morcilla que incorporan otros ingredientes como calabaza, miga de pan, piñones e incluso productos dulces. Su producción, generalmente artesanal, se extiende por toda España, lo que ha dado origen a diversas variantes:

#### Andalucía

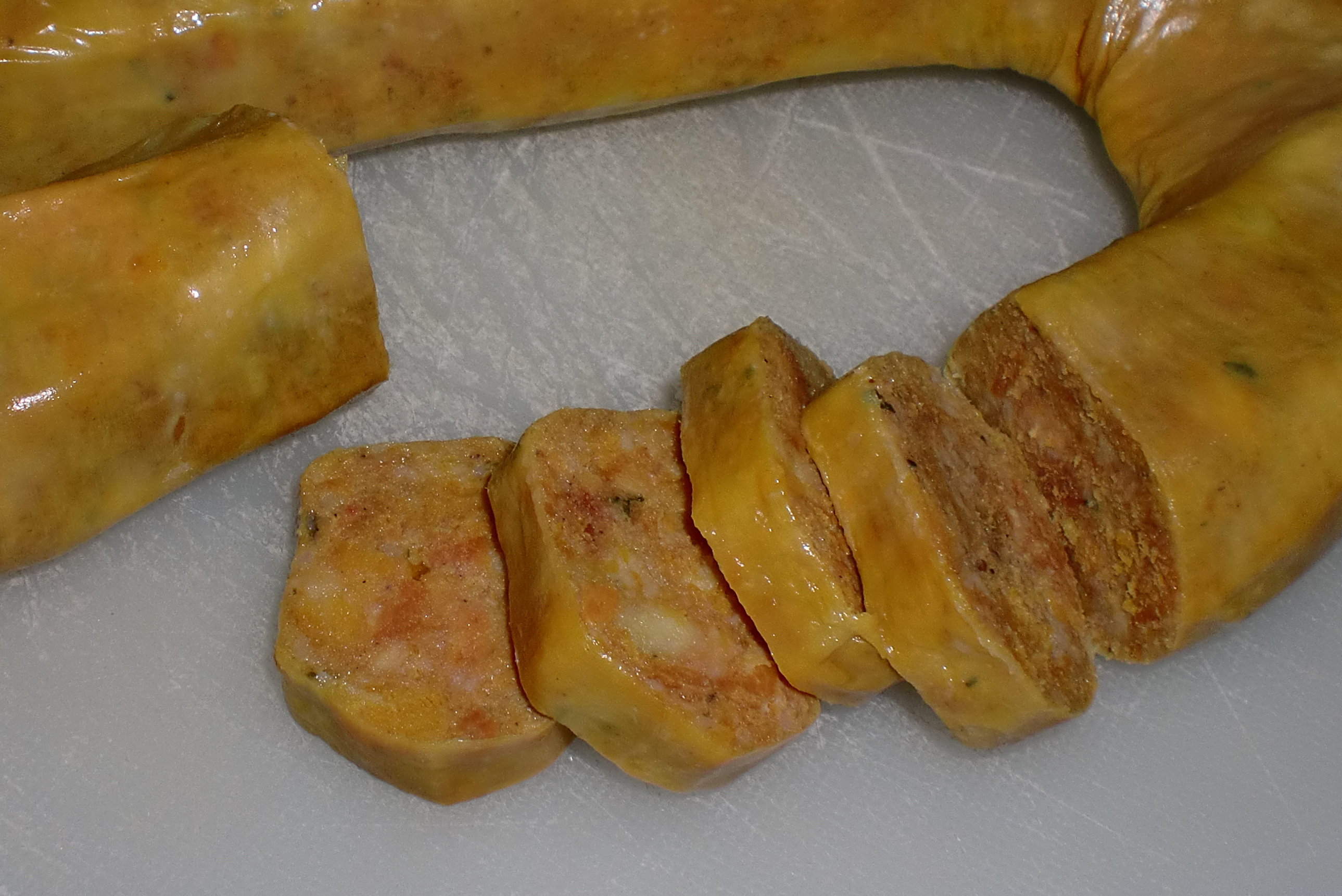
Morcilla blanca de Jaén. Su principal característica es que no suele contener sangre y esta ausencia le confiere un color más claro

La morcilla andaluza es una variante de este embutido tan extendido por España, esta morcilla se elabora con panceta, papada y tocino de cerdo, como parte cárnica además lleva ajo natural, sangre, sal y una mezcla de especias (pimentón, orégano, comino). Esta morcilla va embutida en tripa de cerdo y cocida en caldera. Este tipo de morcillas son muy ricas para tapear, freír y utilizar en guisos de legumbres.
Por la singularidad de algunos de sus ingredientes, por su proceso de elaboración y, en especial, por la calidad del producto final, son especialmente populares las morcillas de Ronda y la morcilla en caldera. Esta última es típica de la comarca andaluza de La Loma de Úbeda (Jaén), elaborada artesanalmente con cebolla o de arroz y piñones. Su peculiaridad es que se cuece en una caldera antes de ser embutida, y se toma untada en hochíos.

#### Aragón
La morcilla de Aragón se elabora con sangre y manteca de cerdo, arroz, anís, piñones, avellanas, pimentón, sal, cebolla, así como alguna otra especia según la zona. Se embute en tripa de cerdo.

#### Asturias

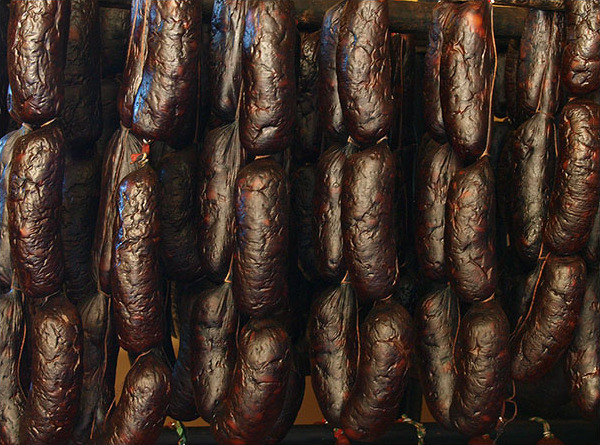
Curado de morcillas asturianas

Existen diversas variedades locales de la morcilla de Asturias, cuyas diferencias se basan en la diferente proporción de sus ingredientes (cebolla, grasa y sangre), pero que en general se caracteriza por ser ahumada, lo que llega a darle una apariencia seca y arrugada. La morcilla asturiana forma parte del "compango", que es como se denomina al conjunto de carnes con las que se elabora y se acompaña la fabada. Existe una variedad -la llamada "moscancia"- que se elabora con grasa de vaca y se consume en fresco. En los valles mineros suele acompañar al cocido de garbanzos, al que presta un sabor y una untuosidad incomparables. Otras variedades son el "pantrucu", del oriente de Asturias, el "emberzao" y también el "fariñón".

#### Canarias
La morcilla canaria tiene la particularidad de ser dulce y sus ingredientes son, la sangre de un cerdo, manteca de cerdo, cebolla bien picada, pan rallado, almendras picadas, jengibre, orégano, mejorana, pimienta verde, hierbas aromáticas, azúcar y sal, al gusto.

#### Cantabria
En Cantabria no hay una morcilla típica ni que se diferencie de las demás. Por el contrario si hay una variante llamada Borono. Tiene los mismos ingredientes con la diferencia de la carencia de arroz, alguna especia y la mezcla de dos harinas.

#### Castilla-La Mancha
La típica morcilla manchega se elabora a base de sangre y manteca de cerdo, con cebolla, y condimentada con morquera o ajedrea y piñones (a veces también con pimienta molida). Una vez hervida, se conserva en aceite; o al fresco, para ser consumida a la plancha o frita. Es inconfundible su textura y suculento aroma, principalmente debido a la morquera.

#### Castilla y León

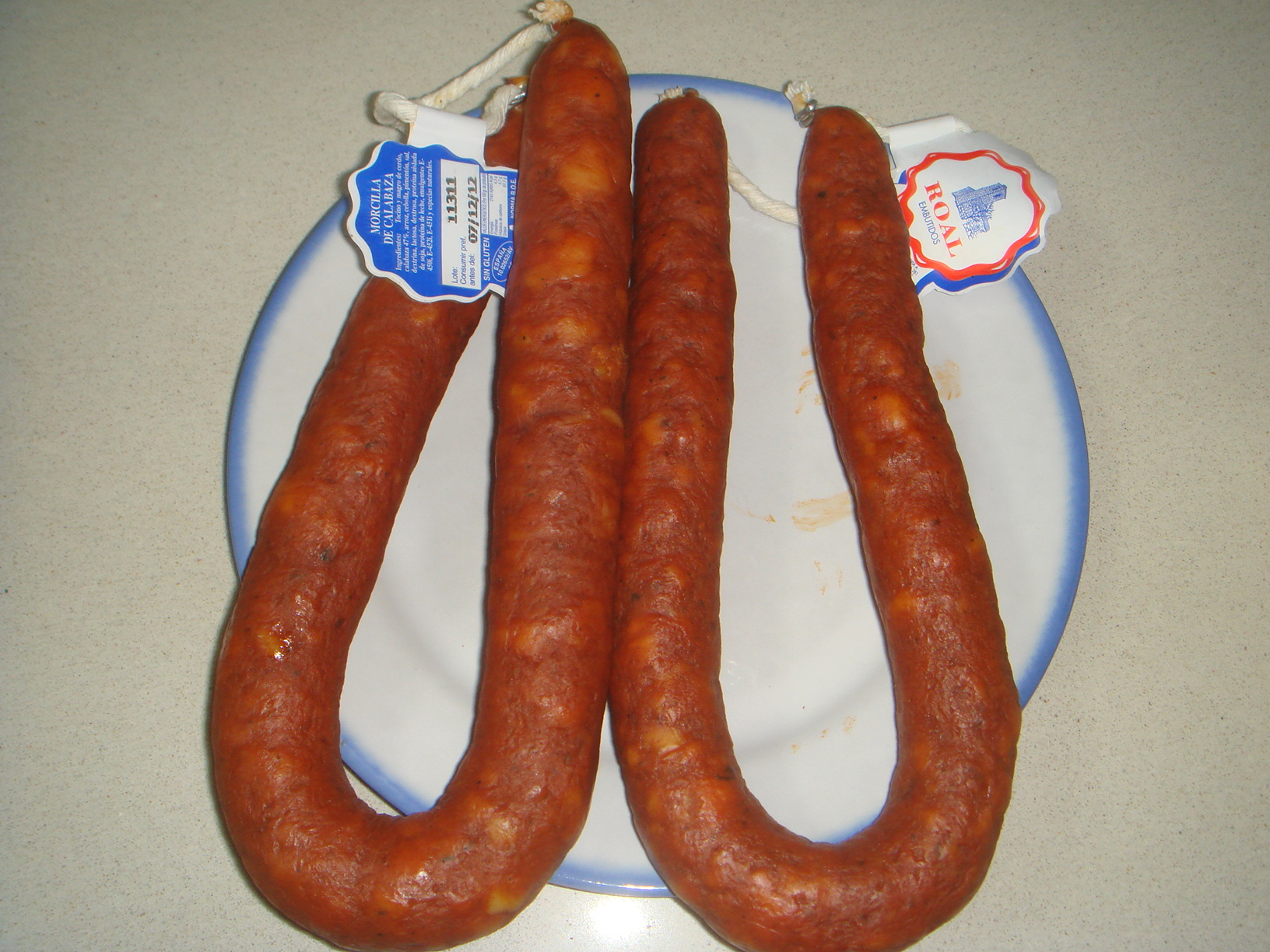
Morcilla de calabaza de la provincia de Ávila

La morcilla de Ávila suele ser de cebolla, de arroz o de calabaza. También se elaboran con cerdo ibérico para ser consumidas como si fueran chorizo.
La morcilla de Burgos es una de las más conocidas. Se elabora con sangre y manteca de cerdo, arroz, pimentón, sal y cebolla, así como alguna especia más al gusto. Se embute en tripa de cerdo o también en intestino de vaca seco, más fino. Una de sus variedades más conocidas es la morcilla de Aranda, que tradicionalmente utiliza como especias el comino, la pimienta negra y un punto de canela.
La morcilla de León es otra de las que goza de mayor popularidad. Se compone de sangre, grasa de cerdo, hortelana y sobre todo grandes cantidades de cebolla. Suele ser fresca y se come frita, primero se vacía de la tripa y se vierte en la sartén. Nunca lleva arroz. Popularmente se conoce como «murciella», al uso del idioma leonés. En algunas zonas del norte de León (Ventosilla de la Tercia) se deja reposar un día la cebolla picada en una cesta de mimbre alternando capas de pan de hogaza y de cebolla, al día siguiente se pasa a una artesa y se mezcla con la sangre de cerdo, pimentón, ajo triturado, sal y el unto de cerdo triturado. Se embute en tripa y se cuecen durante 20 minutos dejándolas enfriar una noche para después colgarlas en la cocina de leña para hacerles un poco de humo con leña de roble o haya preferiblemente. En la zona norte de la montaña de Riaño existe otra variante que la denominan morcilla dulce que no repite, es una variante compleja sacada de una vieja receta del obispo de Tuy Juan Ramón Rodríguez Castañón. Actualmente la receta pertenece al archivo privado de la casa de Tusinos.[cita requerida]
La morcilla de Palencia es elaborada artesanalmente con cebolla, mediante un proceso de elaboración largo, lento y complejo. Son especialmente famosas dentro de esta provincia las morcillas elaboradas en la localidad de Villada.
En Segovia, destaca la morcilla de Bernardos, en cuya elaboración se echa en partes proporcionales cebolla y arroz, lo que le proporciona una especial suavidad al paladar.
En Soria, es conocida la morcilla dulce de Soria elaborada con arroz, especias naturales como canela, pan, piñones, pasas y abundante azúcar, lo que le confiere a este producto un suave y extraordinario sabor.

La morcilla de Valladolid es elaborada con arroz (41%), manteca (29%), cebolla (20%) y sangre (10%). Se condimenta con sal, pimentón, orégano y, opcionalmente, pimienta y clavo. Se mezcla todo y se embute en tripa natural de cerdo o vaca. Se cuece a 80-90 °C en caldera abierta hasta conseguir el punto óptimo. Inmediatamente se enfría en agua. Cuenta realmente con tres variedades — la morcilla fresca, la morcilla con piñones de Valladolid y la morcilla tanganillo.

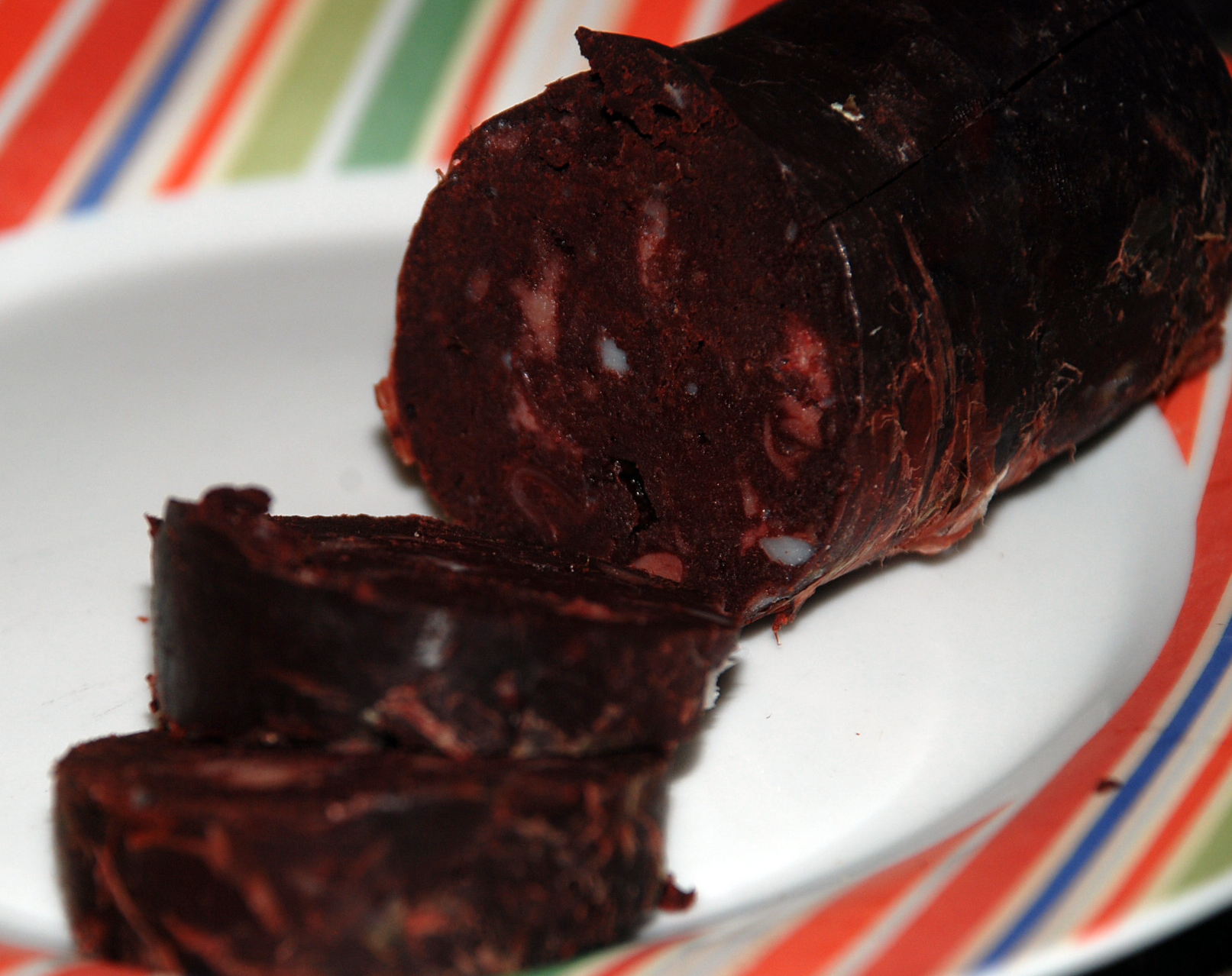
Morcilla de pan típica de la provincia de Zamora.

En Castilla y León existen morcillas de cebolla curadas como las de Guijuelo (Salamanca), La Torre  (Ávila) y Sayago (Zamora), de tocino y miga de pan o harina Farinato o «fariñón» famoso el de Ciudad Rodrigo, de patata que se les denomina "patacu" e incluso las hay dulces de calabaza, membrillo o manzana conocidas como fillogas en La Carballeda zamorana y en El Bierzo.

#### Extremadura
En Extremadura es muy típica la patatera, realizada con puré de patata, pimentón de la Vera y ajo. A veces se la denomina morcilla, pero en realidad es un término inapropiado porque no contiene sangre, sino grasa de cerdo ibérico.

#### Galicia
La morcilla gallega es dulce, se elabora fundamentalmente con pan, pasas, agua, azúcar, sangre de cerdo, manteca de cerdo, piñones y especias. Estas se suelen cocer durante una media hora, para consumir al cabo de un tiempo. El día que se va a consumir, hay que cortarla en rodajas, y freírla en aceite caliente hasta que las rodajas estén ligeramente doradas.

#### Murcia

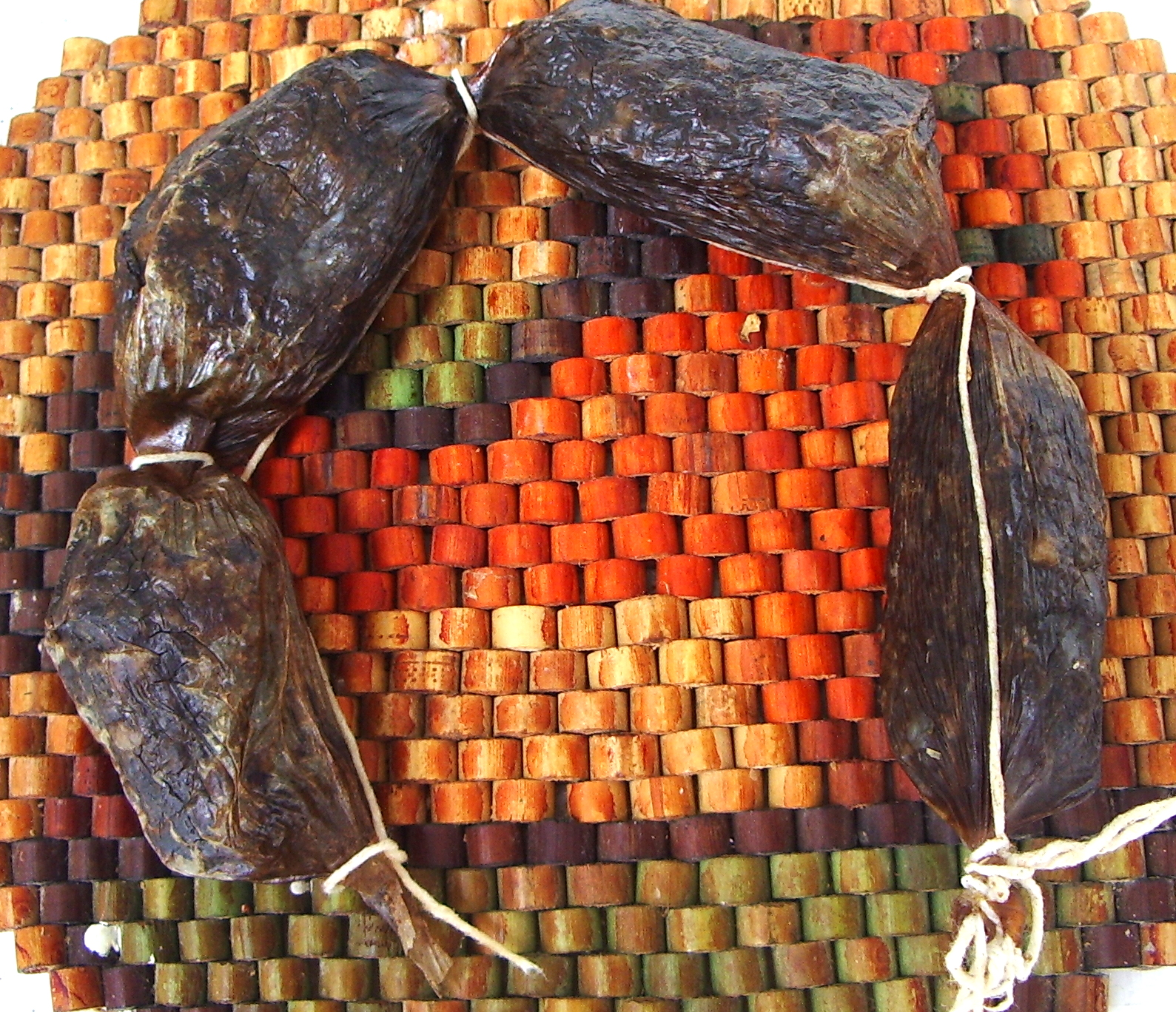
Morcillas murcianas secas

La morcilla murciana, se elabora a base de sangre y manteca de cerdo, cebolla cocida bien prensada, sal, pimentón dulce, pimienta, canela y clavillo, a veces piñones. Se toma fresca o bien seca. Fresca se utiliza en muchos platos como la olla de tocino.

#### Comunidad Valenciana

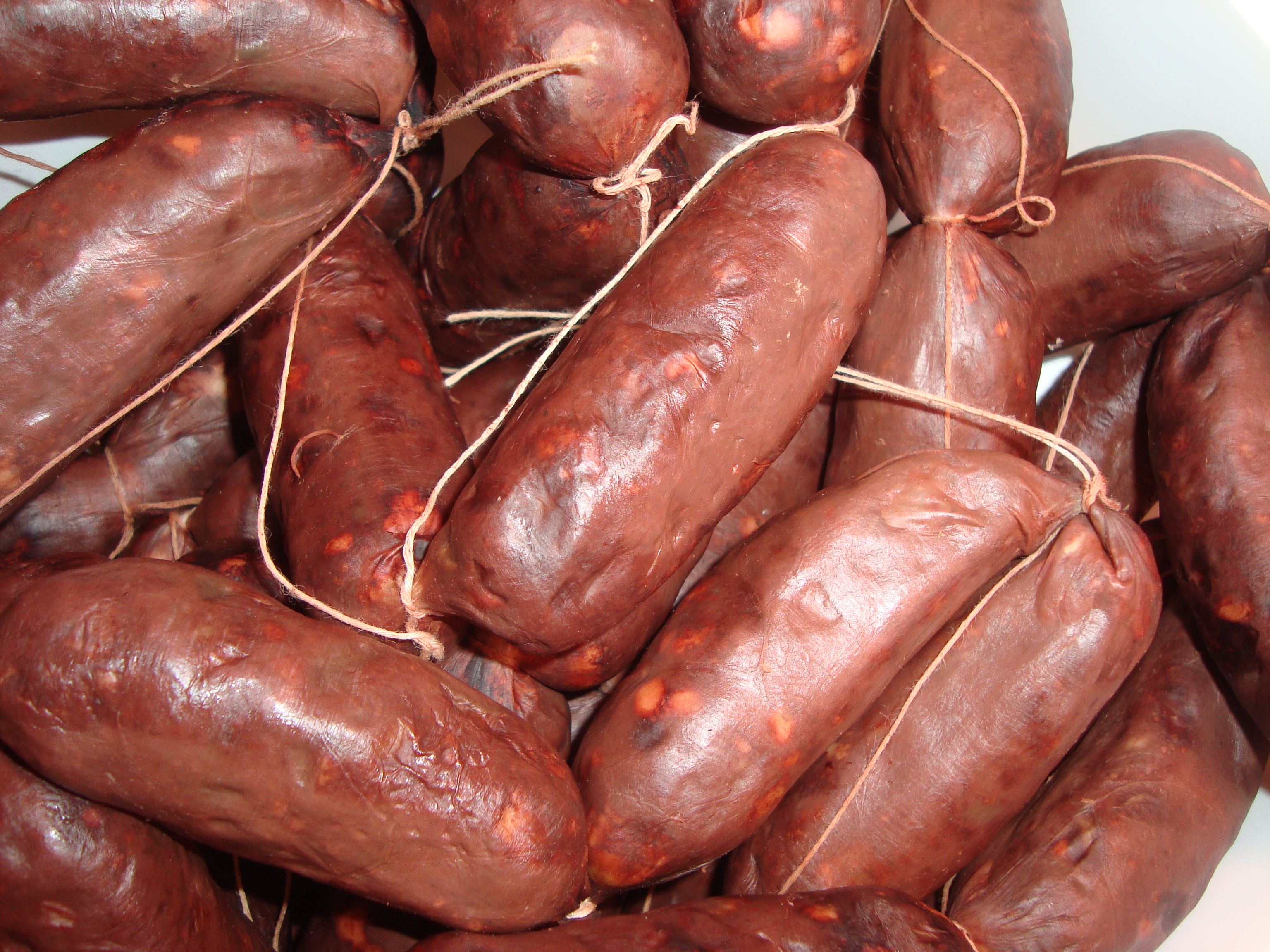
Morcillas de cebolla de la comarca del Maestrazgo (Castellón, Comunidad Valenciana)

En la Comunidad Valenciana hay que destacar la morcilla alicantina. Como particularidad hay que destacar su sabor picante. Se elabora con sangre, manteca de cerdo, cebolla, calabaza, sal, pimentón picante y piñones.

### Francia

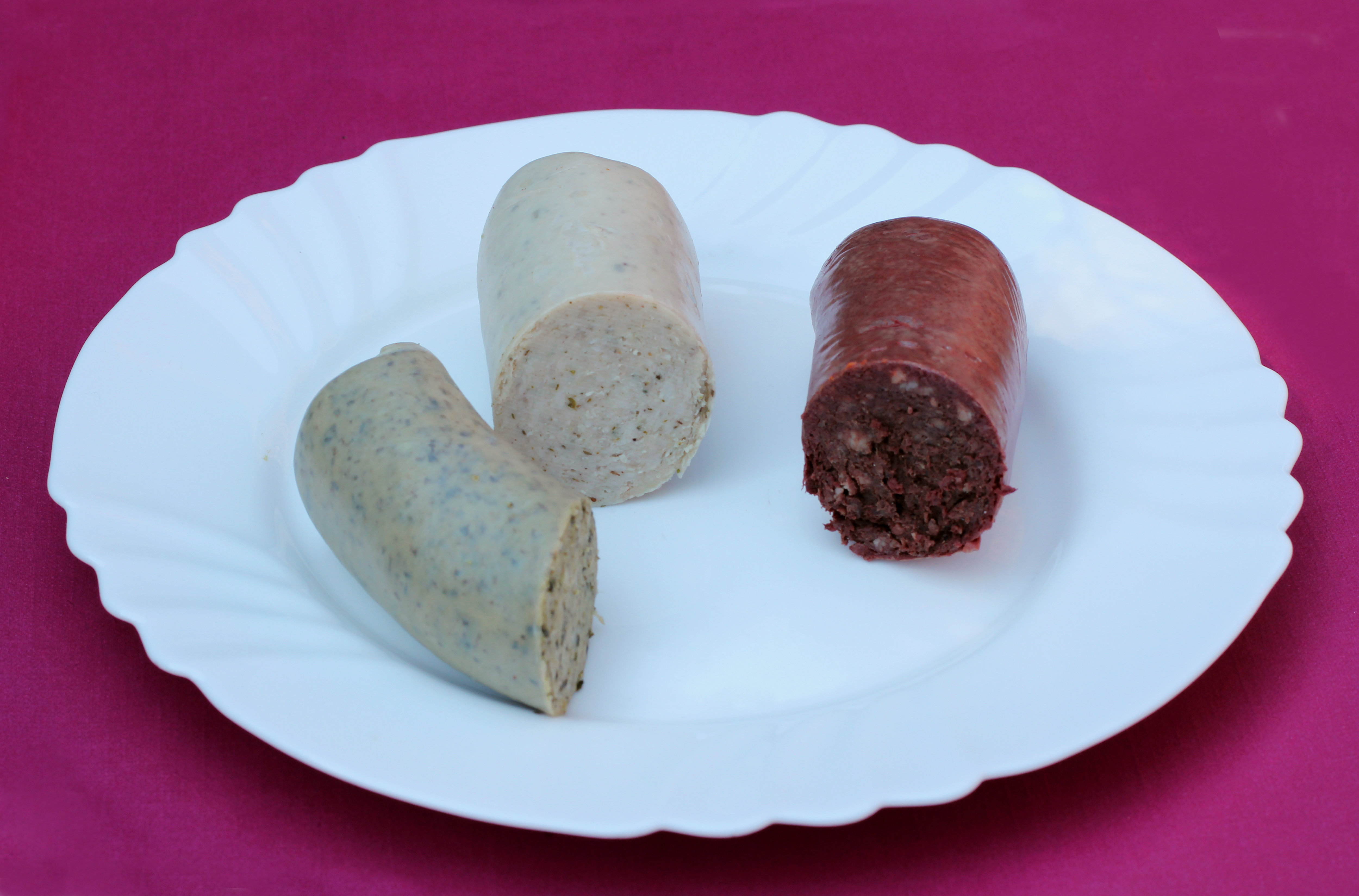
Variedades de boudin francés

Llamado boudin, es uno de los embutidos más antiguos de Francia y tiene numerosas variantes regionales. Existe en dos modalidades principales:
- El boudin noir (morcilla negra): Se hace básicamente con sangre de cerdo (su principal ingrediente), grasa y carne de cerdo, y especias. Se rellena una tripa fina de cerdo con los ingredientes picados y se hierve en agua. Tradicionalmente un boudin entero puede tener uno o varios metros de largo y se presenta enrollado en espiral en los comercios antes de que se corten las porciones requeridas. El boudin aux pommes (morcilla con manzanas) es un plato extendido en Francia, en el que el boudin se sirve acompañado de manzanas en compota, asadas o salteadas.
- El boudin blanc (morcilla blanca): Se embute una tripa de cerdo con una mezcla hecha con carnes blancas picadas (ave, cerdo, ternera blanca), huevos, miga de pan, leche y especias. Se consume tradicionalmente en el tercio norte de Francia y es un plato típico de Navidad.

### Irlanda
Drisheen es una morcilla tradicionalmente preparada con sangre de oveja y nata, típico del Condado de Cork, Irlanda. En Irlanda también aparece una forma completamente blanca (conocida como white pudding) en el Irish breakfast.

### Italia
En Italia se llama frecuentemente sanguinaccio (es decir, algo compuesto con sangue: sangre) a una crema a base de chocolate (que un tiempo también contenía sangre) y es común en las cocinas de Calabria, Campania, Liguria y Marcas para festejar en carnaval. Los sanguinacci, entendidos como salchichas rellenas principalmente con grasa, carne, pulmón y sangre eran, sin embargo, muy consumidos en Piamonte, Lombardía y especialmente en el Friul, donde suelen acompañar a la polenta. En idioma friulano, a las morcillas se les dice sanganè; también son muy consumidas en el Valle de Aosta. Hoy en día su uso es muy limitado.

### Portugal

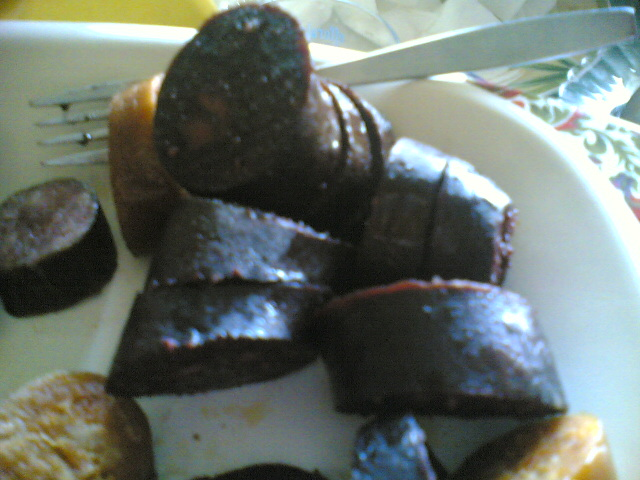
Rodajas de morcela portuguesa cocida.

En Portugal se llaman morcelas y son comunes en las cocinas de todo el país. Hay muchas variedades.
Se emplea frecuentemente en la elaboración de las Favas com chouriço y del Cozido à portuguesa.

### Reino Unido
En la cocina inglesa se denomina black pudding (budín negro) y ha estado tradicionalmente unido al desayuno completo inglés (full English breakfast). Es un alimento muy popular, especialmente en el norte de Inglaterra y Escocia.
En el pueblo de Ramsbottom (Lancashire, Inglaterra) tiene lugar anualmente la Competición Mundial de Tiro de Morcilla, que consiste en derribar la mayor cantidad posible de una pila de budines de Yorkshire, ubicadas a un par de metros de altura, empleando a lo sumo 3 morcillas. Por supuesto que las morcillas empleadas son las famosas Bury Black Puddings, especialidad de la región. Cuenta la leyenda que el acontecimiento se remonta a la guerra de las Dos Rosas, cuando las fuerzas contrarias de la casa de Lancaster y de la casa de York se quedaron sin munición y comenzaron a arrojarse morcillas y budines unos a otros.

## América Latina

### América del Sur

#### Argentina

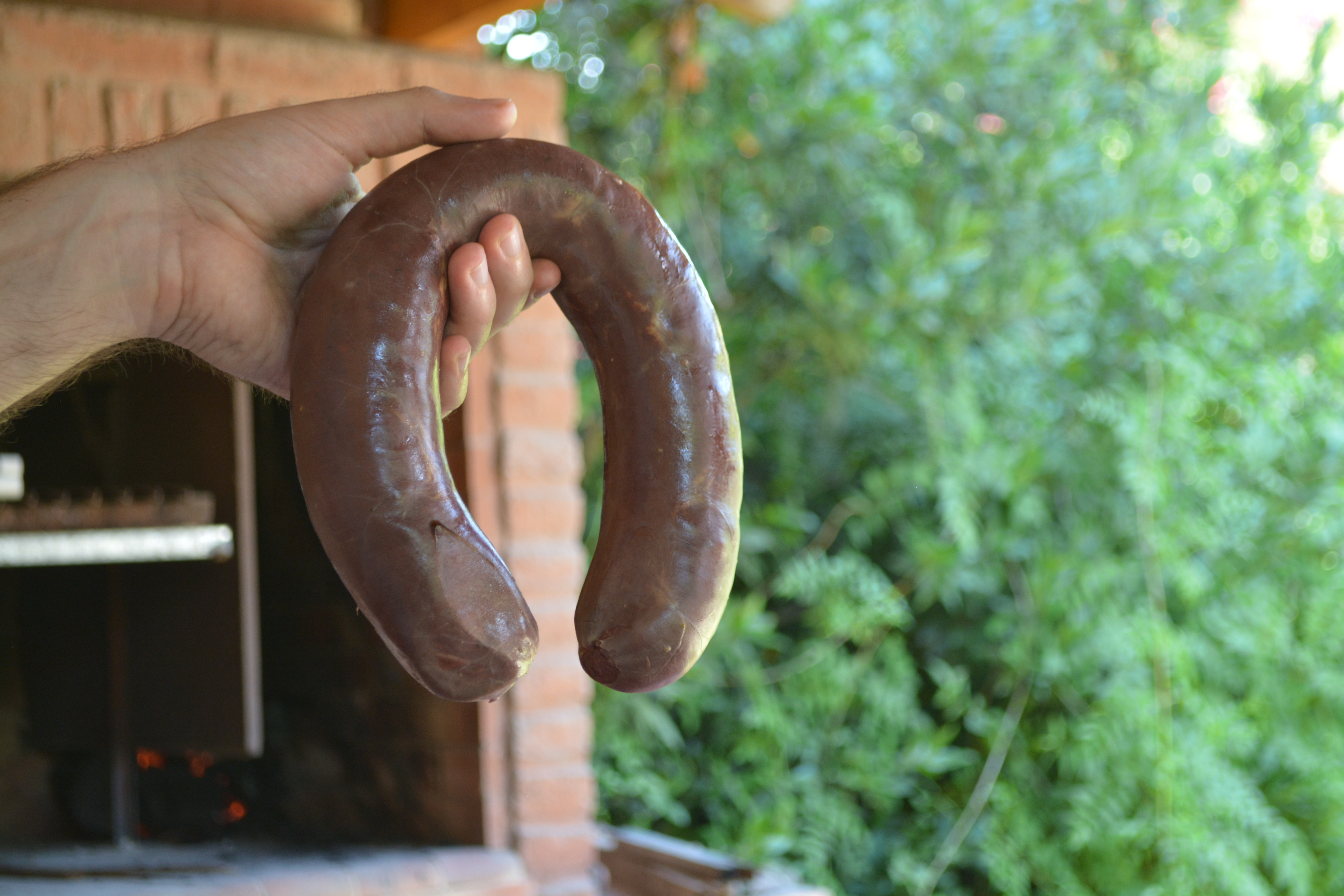
Morcilla lista para asar en Argentina

En Argentina constituye uno de los ingredientes del asado tradicional, en especial de la parrillada, junto a otros embutidos y achuras como chinchulines, riñones o mollejas.  La morcilla argentina se encuentra en tres tamaños: la "criolla", de entre unos 10 y 15 cm de largo, la "bombón", mucho más pequeña y que se usa como aperitivo antes de la parrillada o bien en "picadas" y la morcilla tipo "rueda" que es dos o tres veces más grande que la criolla. Todas estas morcillas se pueden consumir tanto calientes como frías. El sánguche o sándwich de morcilla criolla es comúnmente llamado "morcipán". También se encuentra la llamada "morcilla dulce" o "morcilla vasca", que contiene nueces, pasas de uva y maní. Esta última es mucho menos conocida y tradicional.

#### Chile
En Chile la morcilla se llama frecuentemente prieta y en algunas partes también se les denomina moras. Algunas tienen un envoltorio muy grueso para comerlo, por lo que se abren por la mitad a lo largo y se extrae el contenido. Aparte de sangre y unos pocos trocitos de grasa, puede contener diferentes ingredientes, por ejemplo: cebolla picada y especias, repollo y ají, berro, arroz y carne e incluso nueces u otros frutos secos. Se sirve en asados y parrilladas, y en Chiloé forma parte del reitimiento.

#### Colombia
En Colombia se conoce como rellena en la región Andina, y morcilla en la Costa Caribe y los Santanderes. La morcilla colombiana se prepara con arroz y sangre de cerdo, además de arveja, empella (tocino) y quien da el sabor característico fina hierba llamada Poleo.
Es particularmente conocida la morcilla de la región de Santander, tanto del departamento de Santander como del Norte de Santander (morcilla santandereana), aunque existe una variedad santandereana hecha con papa y sangre de cerdo que se prepara en Málaga y conocida en la región como morcilla malagueña. En la región andina de Antioquia y Cundinamarca se conocen dos tipos de morcilla: la delgada y la gruesa, la primera se hace con intestino delgado y la segunda se hace con el intestino grueso; es común la combinación de la morcilla en la mesa con la arepa, papa o bollo limpio (en la Costa Caribe). Su origen se remonta principalmente a la morcilla de Burgos, consecuencia de la herencia de la gastronomía española en el lugar.
También en Cundinamarca y Boyacá se prepara la rellena a base de arroz con arvejas y en ocasiones pequeños trozos de papa. Son famosas las de Bogotá en las reconocidas "fritangas" y las de Choachí, Arbeláez y Cáqueza, municipios cercanos a Bogotá. En el departamento del Tolima hace parte de la gastronomía natural y local de la zona, y es un plato muy frecuente en los desayunos de los hogares tolimenses.
Otra variedad muy famosa es la rellena boyacense, que aunque similar a la santandereana, es preparada con trozos de papa y arvejas, es acompañada con longaniza, papa criolla, salchicha y chicharrón. Una variedad boyacense diferente y exclusiva del municipio de Güicán, ubicado al norte de Boyacá, es la morcilla o rellena de oveja, elaborada con intestinos y sangre de ovejas criadas en páramo. Consiste en picar la papa en cuadritos de aproximadamente 1 cm, se condimenta con cebolla finamente picada, orégano silvestre y hojas de poleo que le dan un exquisito sabor. Luego se cocina con leña que le agrega un sabor ahumado. Hay dos variedades: gruesa, elaborada con el intestino grueso y los ingredientes descritos anteriormente; y delgada, elaborada con el intestino delgado, papa rayada y sangre. Esta última es la que se le da de comer a los niños por su textura blanda y alto contenido de hierro en la sangre de las ovejas de las altas montañas.

#### Ecuador
En Ecuador, la morcilla es un platillo tradicional con diversas variaciones según la región. Se elabora con tripa de cerdo rellena de sangre, arroz, col y otros ingredientes, y existen versiones blancas que no llevan sangre. Además, en algunas zonas del país se prepara el "caldo de salchicha", considerado un reconstituyente ideal después de una parranda.
En la parte sur de Ecuador, específicamente en sectores de la zona alta de la provincia de El Oro, la morcilla se prepara con tripas de cerdo y se condimenta con comino, orégano, empella o tocino. Un ingrediente distintivo de esta región es la flor de plátano, que se pica, se desagua y se cocina previamente antes de incorporarla a la mezcla, dándole un sabor y textura únicos a la preparación. En algunas recetas, también se agregan chicharrones en su interior, aportando un toque crujiente y más sabor al embutido.

#### Paraguay
En Paraguay se suele consumir la morcilla criolla en los asados o parrilladas, generalmente bajo el nombre de "mbusia" (hispanismo en guaraní), junto a otros embutidos y achuras como chinchulines. También es común la denominada morcilla vasca con nueces y/o uvas pasas. En la localidad de Yegros hay una variedad llamada "morcilla blanca" rellena con menudencias. Todos los tipos de morcilla son consumidas a la parrilla y por lo general forman parte de la entrada "picada", junto con chorizos, mandioca hervida y/o pan.

#### Perú

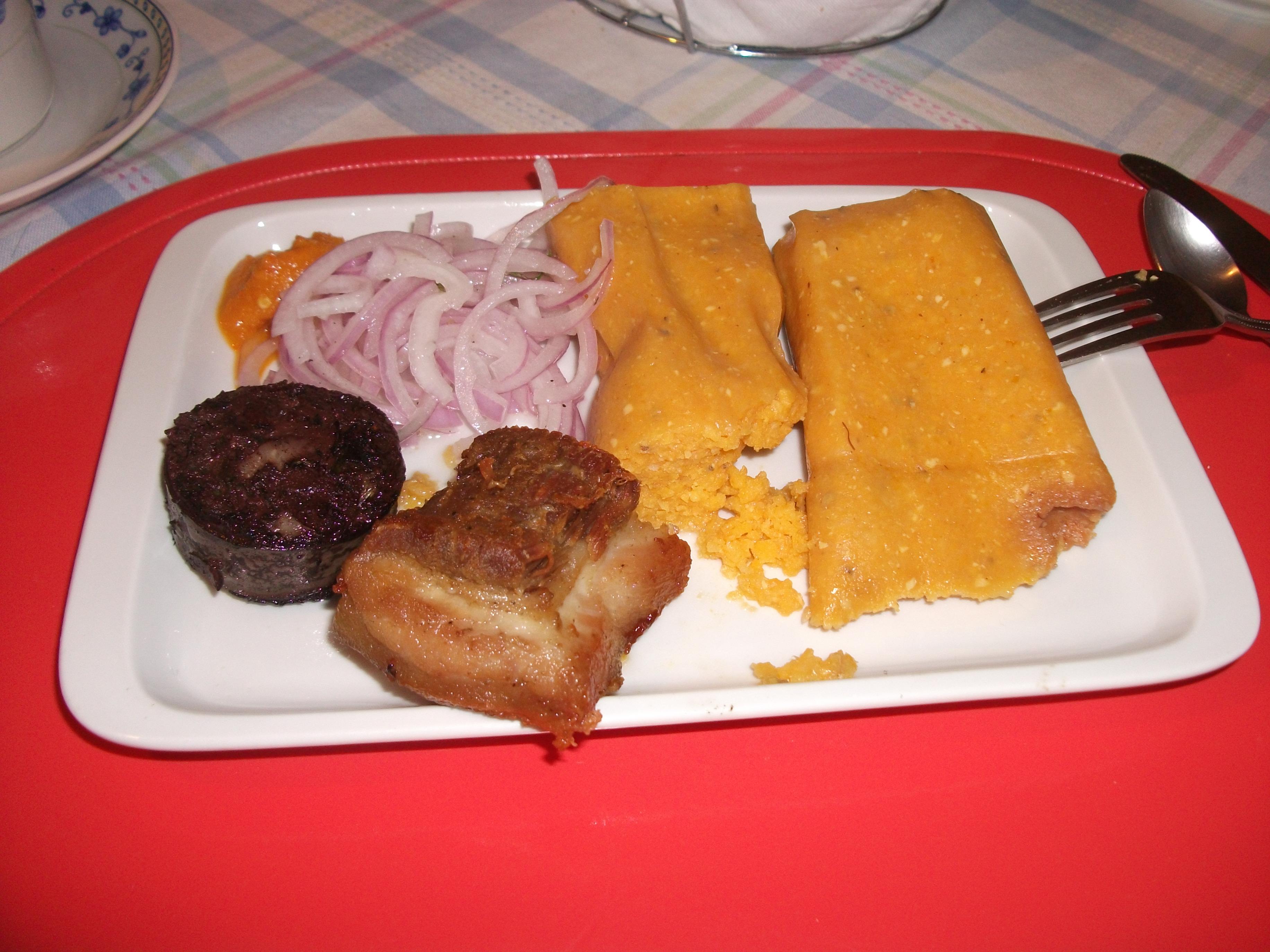
Típico desayuno dominical limeño.

En Perú la morcilla es llamada "relleno" y se prepara con intestino grueso de cerdo relleno de sangre de res o cerdo, de forma artesanal o industrial. Generalmente contiene pequeños trozos de ají amarillo, hierbabuena y cebolla china e incluye parte de la grasa animal. Se consume frito en rodajas para el desayuno dominical criollo, acompañado de camote frito y pan, aunque en las zonas de sierra se consume junto a la papa sancochada y ensalada de cebolla. Otra forma de consumo es en sánguche. En Chincha se adiciona arroz cocido, azúcar y sangre de cerdo; el preparado terminado tiene un tono de dulzor característico.

#### Uruguay

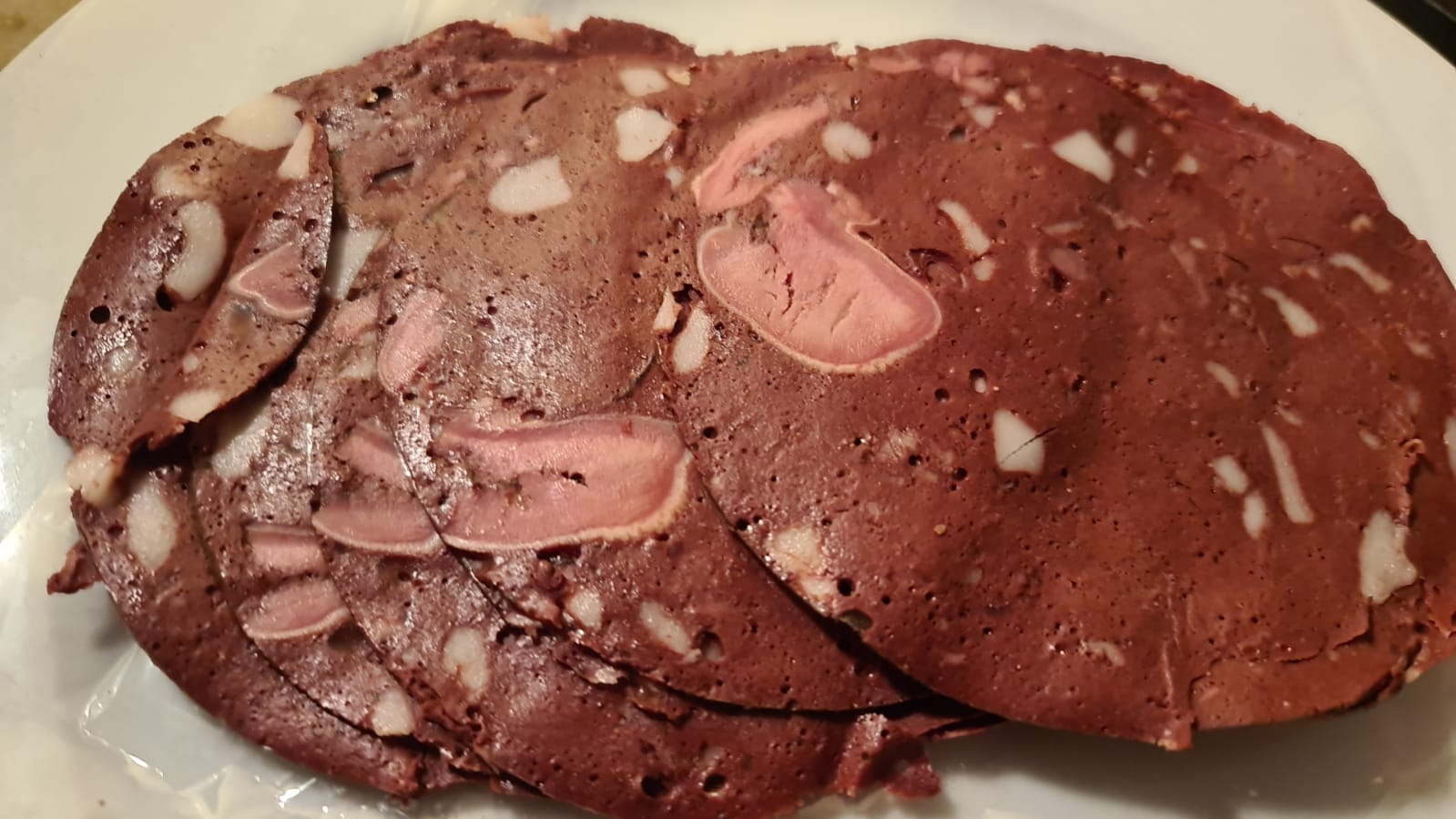
Morcillón feteado

En Uruguay se consume morcilla tanto salada como dulce (con pasas de uva, maní, nueces, trocitos de naranja, etc.). La morcilla que contiene nueces, pasas de uva y maní es llamada comúnmente "morcilla dulce". Se puede consumir fría, como acompañamiento de algún aperitivo, o caliente, como parte del asado tradicional. El morcillón, se diferencia de la morcilla por tratarse de un fiambre tipo terrina con ingredientes similares, pero más delicado, de consistencia firme y su sabor es siempre salado.

#### Venezuela
En Venezuela se elabora con sangre de ganado porcino, bovino e incluso caprino (en este caso se les llama "morcillas de chivo", populares en el occidente del país). Por regla general se suelen rellenar con arroz, cebollas picadas o ají (para hacer morcilla picante); si bien en Oriente se le añade azúcar para darle un sabor dulzón (en especial en la población de Carúpano, donde se las conoce como morcilla carupanera). Se consumen fritas, asadas a la parrilla (como acompañante de la carne) o bien desmenuzada y sofrita con aliños como relleno de arepas o empanadas.

### América Central

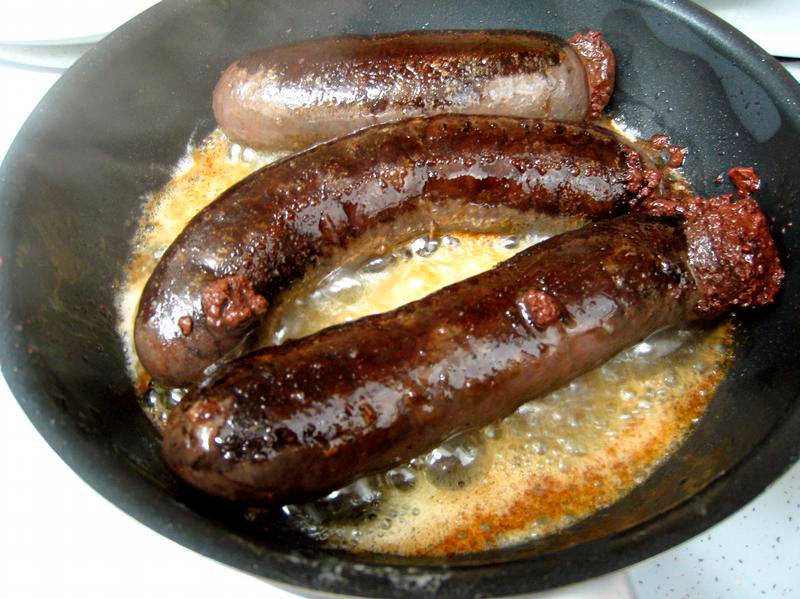
Moronga de Guatemala

En Nicaragua, El Salvador, Guatemala, Honduras la morcilla se llama "moronga" y es elaborada solo con sangre de cerdo y bastante arroz. En Nicaragua se acostumbra a comerla con tortillas de maíz o como parte de un plato tradicional llamado caballo bayo que contiene además otros embutidos, cortes de res, cerdo y pollo y guarniciones como frijoles molidos, yuca y plátanos. En Guatemala, suele ser un ingrediente común en distintos tipos de fiambre. En Costa Rica, Cuba y Panamá se le llama morcilla.

#### Cuba
La tradición culinaria española durante siglos dejó un legado en Cuba y está presente en el consumo de morcilla en la elaboración de determinados platos, por ejemplo en fabadas y potajes.

#### Puerto Rico
La morcilla es un manjar considerado típico en Puerto Rico. Por lo general se consume en las festividades navideñas.

#### República Dominicana
El consumo de morcilla en la República Dominicana no se hizo popular hasta que a mediados del siglo XX ciudadanos españoles empezaron a emigrar al país, fueron quienes trajeron sus platos típicos que son muy populares hoy en día en los "mesones" y los restaurantes españoles.

### América del Norte

#### México
En México se conoce como moronga, morronga o rellena, y se consume en el norte, centro del país y parte del sureste, principalmente Tabasco, donde se le conoce como moronga o morcilla, sin grandes modificaciones en la receta, que consta de sangre y carne de cerdo principalmente, condimentada con chile verde, cebolla y cilantro picados en jugo de naranja agria, para servirla en trozos que pueden ser fritos y servidos en una tortilla de maíz a modo de taco. Ocasionalmente, dependiendo la región, puede prepararse con arroz, semillas de maní u otras. En Yucatán es llamada en lengua maya choch(de ahí que comúnmente le llamen "chorizo"), aunque en Mérida, la capital, se le refiere simplemente como morcilla; suele rellenarse, además de la sangre del cerdo, con sesos, pequeños pedazos de grasa, carne y vísceras de cerdo y condimentarse con yerbabuena y cebollina; normalmente se come frita con abundante cebolla y chile habanero, acompañada de frijoles "kabax" ("simples") negros, naranja agria y la salsa que en Yucatán se denomina "x'nipek", que consiste en tomate, cebolla y cilantro picados en jugo de naranja agria. Casi siempre se come junto con la "chicharra", que el nombre que se da en Yucatán al chicharrón de cerdo.

## Asia
A lo largo de Asia existen diferentes pueblos y regiones que elaboran embutidos con sangre coagulada de cerdo. La mayoría de las morcillas se consumen como aperitivo.

### China
En China se tiene el "tofu de sangre" (chino tradicional: 血豆腐 pinyin: xuě dòufǔ) en su mayoría se elabora de sangre de cerdo o de pato, pudiéndose emplear también de pollos o vacas.

### Taiwán
En Taiwán, pastel de sangre de cerdo (chino tradicional: 豬血糕 pinyin zhũ xiě gāo) se elabora de sangre de cerdo y arroz glutinoso. Se suele cocer y servir como un snack o cocinada en un hot pot.

### Corea

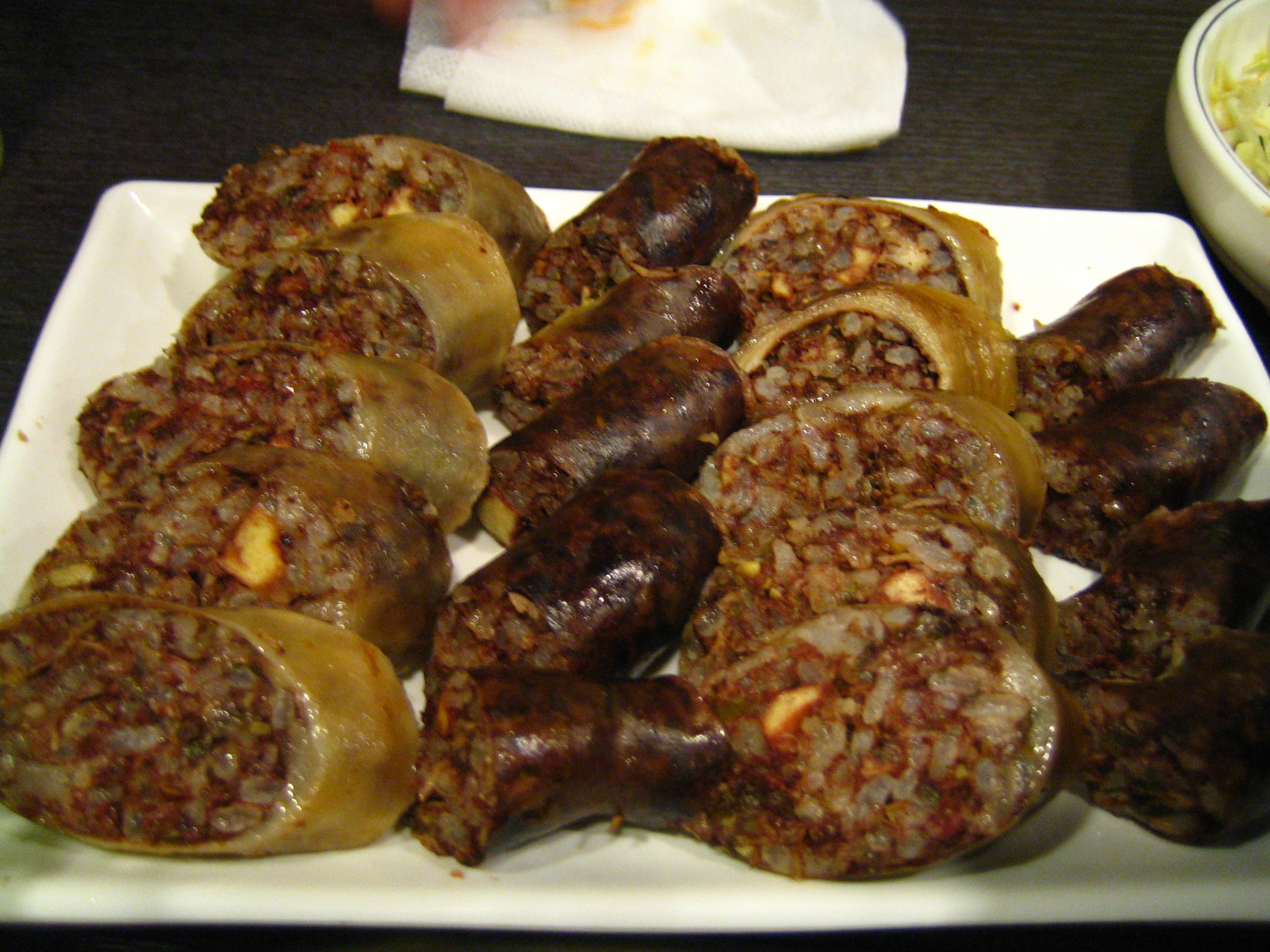
Unas soondae (순대) de Corea.

En Corea son muy conocidas las soondae (순대) que pueden categorizarse como morcillas. El soondae más común en la cocina coreana se elabora de fideos de patata (dangmyon), centeno, y sangre de cerdo, no obstante existen variedades con semillas de sésamo, cebollas verdes, soja fermentada (dwen-jang), arroz dulce, kimchi, brotes, junto con otros ingredientes comunes.

### Filipinas
Un plato similar a la "morcilla china" puede encontrarse en Filipinas denominado dinuguan (procedente de la palabra dugo que significa "sangre") consiste en un cocido de ojos de cerdo picados en conjunción con su sangre. Algunos filipinos lo denominan "carne de chocolate".

### Tíbet
En el Tíbet se emplea la sangre coagulada del yak para hacer un plato tradicional.

## Platos en que se usa

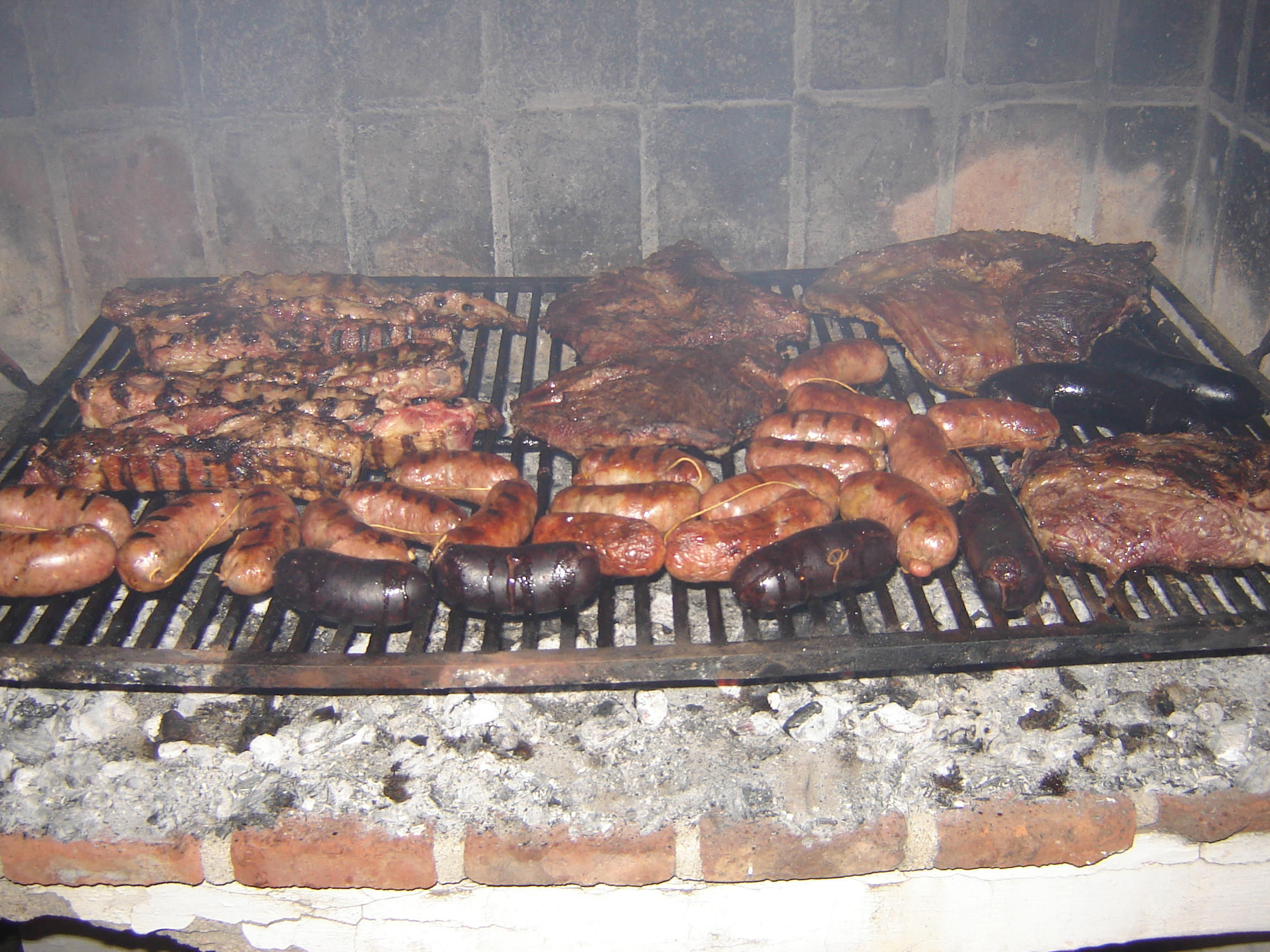
Asado a las brasas de costilla, chorizo, morcilla y otros productos.

- Argentina - parrillada, asado, morcipán
- Chile - parrillada
- Colombia - bandeja paisa, fritanga, parrillada.
- Ecuador - caldo de salchicha
- El Salvador - fritada
- Eslovenia - ajdovi žganci
- España - fabada asturiana, berza gaditana, cocido madrileño, olla podrida, parrillada, asado, frito, untadoy en el arroz al horno.
- Filipinas - dinuguan
- Finlandia - mustamakkara
- Grecia - melas zomos (sopa negra)
- Inglaterra - full English breakfast
- Italia - sanguinaccio dolce
- México - moronga, asado, parrillada, taquiza
- Nicaragua- caballo bayo
- Perú - sándwich de relleno: pan, relleno, camote frito
- Polonia - kishka
- Portugal - cozido à portuguesa, favas com chouriço
- Uruguay - parrillada, asado, olla podrida, picada (comida), fiambre
- Venezuela - chicharronadas, asado llanero de res o marrano, parrillada